# Каменский сельсовет (Новосибирская область)
Каменский сельсовет — сельское поселение в Новосибирском районе Новосибирской области Российской Федерации.
Административный центр — посёлок Восход.

## История
Статус и границы сельского поселения установлены Законом Новосибирской области от 2 июня 2004 года № 200-ОЗ «О статусе и границах муниципальных образований Новосибирской области»

## Население
| 2002  | 2010  | 2012  | 2013  | 2014  | 2015  | 2016  |
| ----- | ----- | ----- | ----- | ----- | ----- | ----- |
| 3528  | ↗4194 | ↗4456 | ↗4544 | ↗4859 | ↘4758 | ↘4749 |
| 2017  | 2018  | 2019  | 2020  | 2021  |       |       |
| ↘4718 | ↗5045 | ↗5621 | ↗6519 | ↗8818 |       |       |

## Состав сельского поселения
| № | Населённый пункт | Тип населённого пункта          | Население |
| - | ---------------- | ------------------------------- | --------- |
| 1 | Восход           | посёлок, административный центр | ↗1794     |
| 2 | Каменка          | село                            | ↗6545     |
| 3 | Советский        | посёлок                         | →247      |